# Cubit
Cubit of cubitus (van Latijn cubitum "elleboog") is een Romeinse lengtemaat uit de oudheid, enigszins vergelijkbaar met de el. De in de Nederlanden gebruikte lengtemaat is met een lengte van minder dan 60 cm (Twentse el) tot rond de 70 cm (Dendermondse en Wase el) een stuk langer dan de Romeinse cubit, die 44,4 cm lang is.
Een cubit kan worden onderverdeeld in 18 unciae, 6 palmus minor of 1,5 pes, de Romeinse voet.

## Romeinse lengtematen
De meeste Romeinse lengtematen zijn gebaseerd op de pes, de Romeinse voet. De oorspronkelijk Griekse stadium en Keltische leuga werden door de Romeinen gestandariseerd op respectievelijk 625 en 7500 pedes.
| Romeinse maat | Nederlands     | Vergelijkbaar met | Lengte  |
| ------------- | -------------- | ----------------- | ------- |
| Digitus       | Vingerbreedte  |                   | 18,5 mm |
| Uncia         | Duimbreedte    | Duim              | 24,6 mm |
| Palmus minor  | Handbreedte    | Palm              | 74 mm   |
| Palmus major  | Handlengte     | Palm              | 222 mm  |
| Pes           | Voetlengte     | Voet              | 296 mm  |
| Cubit         | Onderarmlengte | El                | 444 mm  |
| Gradus        | Stap           |                   | 0,74 m  |
| Passus        | Pas            |                   | 1,48 m  |
| Pertica       | Paal           | Roede             | 2,96 m  |
| Actus         | Weg            |                   | 35,52 m |
| Stadium       | Baanlengte     |                   | 185 m   |
| Milia passuum | 1000 passen    | Mijl              | 1482 m  |
| Leuga         | 1,5 mijl       |                   | 2223 m  |